# Saindschargalyn Njam-Otschir
Saindschargalyn Njam-Otschir (mongolisch Сайнжаргалын Ням-Очир; * 20. Juli 1986 in Tes, Uws-Aimag) ist ein mongolischer Judoka. Er gewann je eine Bronzemedaille bei Olympischen Spielen und bei Weltmeisterschaften. 

## Sportliche Karriere
Der 1,74 m große Saindschargalyn Njam-Otschir startete bis 2016 im Leichtgewicht, der Gewichtsklasse bis 73 Kilogramm. 2018 trat er im Mittelgewicht an.
Er gewann 2005 eine Bronzemedaille bei den U20-Asienmeisterschaften. 2009 erkämpfte er Bronze bei den Asienmeisterschaften in der Erwachsenenklasse. Im gleichen Jahr belegte er bei der Universiade in Belgrad ebenfalls den dritten Platz. Bei den Weltmeisterschaften 2010 in Tokio erreichte er mit fünf Siegen das Halbfinale, nach Niederlagen gegen den Niederländer Dex Elmont und den Japaner Yasuhiro Awano belegte er den fünften Platz. 2011 gewann er in Sao Paulo erstmals ein Weltcup-Turnier. Bei den Olympischen Spielen 2012 in London besiegte er in seinen ersten beiden Kämpfen den Deutschen Christopher Völk und den Ukrainer Wolodymyr Soroka. Im Viertelfinale unterlag er dem späteren Olympiasieger Mansur Issajew. In der Hoffnungsrunde bezwang er Nick Delpopolo aus den Vereinigten Staaten und den Niederländer Dex Elmont und gewann damit eine Bronzemedaille.
Bei den Asienmeisterschaften 2013 in Bangkok erreichte er mit Siegen über den Japaner Yasuhiro Awano und den Iraner Saeid Mollaei das Finale, dort verlor er gegen den Nordkoreaner Hong Kuk-hyon. Vier Monate später besiegte Njam-Otschir den Nordkoreaner bei den Weltmeisterschaften 2013 in der zweiten Runde. Durch einen Sieg über den Japaner Riki Nakaya erreichte der Mongole das Halbfinale, nach Niederlagen gegen den Franzosen Ugo Legrand und den Niederländer Dex Elmont belegte er den fünften Platz. Im Jahr darauf unterlag er bei den Weltmeisterschaften in Tscheljabinsk in der zweiten Runde dem Japaner Shōhei Ōno. Bei den Weltmeisterschaften 2015 in Astana unterlag er im Viertelfinale dem Südkoreaner An Chang-rim. Mit Siegen über den Israeli Sagi Muki und den Nordkoreaner Hong Kuk-hyon sicherte sich Njam-Otschir eine Bronzemedaille.